# Bezirksamt Haslach
Das Bezirksamt Haslach war eine von 1813 bis 1857 bestehende Verwaltungseinheit im Süden des Großherzogtums Baden.

## Geographie
Das Gebiet des Bezirksamtes lag im mittleren Schwarzwald beiderseits der Kinzig. In deren Tal lag auch die überwiegende Zahl der Gemeinden, zwischen ihnen und auf den Höhen etliche Einzelhöfe.

## Wirtschaft
1843 wurde die Fruchtbarkeit der Böden hervorgehoben, die neben unterschiedlichen Arten von Getreide auch den Anbau von Obst und Wein ermöglichten. Viehzucht, Leinwandweberei und der Handel mit Holz hatten eine größere wirtschaftliche Bedeutung. In Haslach und Hausach bestanden Hammerwerke.

## Geschichte

### Historischer Hintergrund
Die historische Wurzel des Bezirksamtes bildete die im hohen Mittelalter unter den Zähringern entstandene Herrschaft Haslach, die, nach deren Aussterben, durch unterschiedliche Hände gegangen und letztlich in die Hände des Hauses Fürstenberg gekommen war. Unter dem Dach des Fürstentums Fürstenberg entstand so das einem Obervogt unterstehende Obervogteiamt Haslach. Mit der Rheinbundakte von 1806 wurde das Haus Fürstenberg mediatisiert, ihr Fürstentum zum größten Teil der badischen Landeshoheit unterstellt. Dessen Regierung errichtete daher im Sommer 1807 das standesherrliche Amt Haslach.

### Nach der Gründung
Nachdem die Aufhebung der Patrimonialgerichtsbarkeit 1813 eine einheitliche Zuständigkeit der Ämter ermöglicht hatte. wurde das fürstenbergische Amt Haslach in das landesherrliche Bezirksamt Haslach umgewandelt. Bei dieser Gelegenheit wurde ihm vom Amt Wolfach mit der Stadt Hausach ein weiterer Ort zugeteilt. Ansonsten blieb das Bezirksamt Zeit seines Bestehens in seinem Umfang unverändert.
1824 wurde dem Haus Fürstenberg erneut die Zuständigkeit für die Rechtsprechung auf der unteren Ebene (die bis 1857 bei den Ämtern lag) zuerkannt. Das hiervon ebenfalls betroffene Bezirksamt Haslach firmierte nun als gemeinsames großherzoglich-badisches und fürstlich-fürstenbergisches Bezirksamt. Diese Phase endete 1849.
1857 wurde das Bezirksamt Haslach aufgelöst. Für die Verwaltung wurde das Bezirksamt Wolfach zuständig, für die Rechtsprechung das neu errichtete Amtsgericht Haslach.

## Orte und Einwohnerzahlen
1814 wird für das Bezirksamt von 7223, 1825 von 8434 Einwohnern berichtet.
1834 waren es 9704 Menschen, die im Gebiet des Bezirksamtes lebten. Sie verteilten sich auf diese 10 Gemeinden:
| Gemeinde         | Einwohnerzahl |
| ---------------- | ------------- |
| Haslach          | 1.677         |
| Bollenbach       | 430           |
| Fischerbach      | 949           |
| Hausach          | 1.053         |
| Hofstetten       | 904           |
| Mühlenbach       | 1.763         |
| Schnellingen     | 276           |
| Steinach         | 1.507         |
| Sulzbach         | 135           |
| Welschensteinach | 1.010         |

Bis 1852 war die Einwohnerzahl auf 9893 gestiegen.

## Übergeordnete Behörden
Die, im Rahmen der Verwaltungsgliederung des Landes, übergeordnete Behörde war zunächst der Kinzigkreis, ab 1832 der Mittelrheinkreis.

## Leiter der Verwaltung
Die Leitung der Verwaltung, mit unterschiedlichen Titeln, hatten inne:
- 1814 bis 1834: Michael Wölfle
- 1835 bis 1848: Anton Dilger
- 1848 bis 1850: Anton Jüngling
- 1850 bis 1852: Markus Klein
- 1852 bis 1855: Ludwig du Jarrys von La Roche
- 1855 bis 1857: Friedrich von Krafft-Ebing

## Weitere Entwicklung
Aus dem Bezirksamt Wolfach ging 1939 der Landkreis Wolfach hervor. Er wurde Anfang 1973 aufgelöst, dabei kam das Gebiet des ehemaligen Bezirksamtes Haslach zum Ortenaukreis.